# Cristina López Schlichting
Cristina López Schlichting (Madrid, 2 d'abril de 1965) és una periodista espanyola amb una llarga carrera als mitjans. Actualment dirigeix Fin de semana en la Cadena COPE, escriu dues columnes en La Razón i és contertúlia a 13 TV. Ha col·laborat amb Antena 3, Telecinco, RTVE, Telemadrid, Cuatro i Intereconomía. És autora dels llibres Políticamente Incorrecta i Yo viví en un harén. S'ha destacat en la defensa de la dona.

## Trajectòria
En la seva carrera com a periodista ha treballat en diversos mitjans de comunicació, tant escrits (com a columnista en ABC, El Mundo i La Razón) com audiovisuals.
De 1989 a 1995 fou redactora d'e notícies internacionals especialitzada en Països de l'Est al diari ABC. De 1995 a 1999 fou reportera dominical a l'ABC, i va fer viatges a Iran (1996), Israel (1996), Egipte (1996), Kurdistan Iranià (1996), Liechtenstein (1996), Índia (1996), Albània (1997), Alemanya (1998), Estats Units (1998), Nicaragua (1998), el Marroc (1999), Albània-Kosovo (1999). En la mateixa època va col·laborar amb ANTENA 3TV (El Primer Cafè d'Isabel San Sebastián) i SER (Hora 25 de Carlos Llamas). De setembre de 1999 a gener de 2000 va dirigir la secció de religió del diari ABC i va cobrir el Sínode dels Bisbes sobre Europa 1999.
De gener de 2000 a gener 2002 fou reportera dominical d'El Mundo, alhora que participava en els programes Sabor a tí d'Ana Rosa Quintana (Antena 3 TV, La mañana de COPE de Luis Herrero i La Linterna de Federico Jiménez Losantos. De gener de 2002 al 2010 va dirigir el programa La tarde con Cristina. Des de 2010 dirigeix Fin de Semana de la Cadena COPE, col·labora a El Cascabel de 13 TV i va escriure articles a La Razón

## Premis
- Premio APEI-PRTV. Març 2003
- Premi Agea 2004.
- Primer premi Nacional “Veus contra el Terrorisme” AVT- Verda Esperança. Novembre 2004
- Premi Hermes 2004 de l'Associació ATR – Alacant.
- Premio Pebrot d'Or 2005 de la Comunitat Murciana.
- Premi Jesús Mª Pedrosa 2005 per la seva defensa de la llibertat i els valors democràtics.
- Llorer d'Or a les qualitat 2005
- Premi Portada El Districte de Madrid 2006
- En 2006 rep la Antena de Oro en la categoria de Radi, atorgada per la Federació d'Associacions de Ràdio i Televisió d'Espanya.
- L'any 2008 rep el premi "Periodisme 8 de març" per l'elaboració d'un reportatge sobre el "mobbing" maternal emès al seu programa.
- APEI-PRTV Premi especial en el seu XXV Aniversari al maig 2008
- L'any 2009 rep el premi "Micròfon d'Or".Premi ATR 2001 al programa.
- Premi Valors Padrina 2010
- VI Premi Balmes dels Mitjans de comunicació 2010, de l'Associació espanyola de Pediatria.

## Llibres
| Any  | Títol                         | ISBN              | Editorial               | Altres |
| ---- | ----------------------------- | ----------------- | ----------------------- | ------ |
| 2005 | Políticamente incorrecta      | 84-8460-50-00     | Temas de hoy            | Madrid |
| 2007 | Hablando de sexo con Cristina | 978-84-7490-861-9 | Editorial Encuentro     | Madrid |
| 2008 | Yo viví en un harén           | 9788497347334     | La esfera de los libros | Madrid |
| 2009 | Historias de la vida          | 9788493719760     | JdeJ Editores           | Madrid |
| 2017 | Los días modernos             |                   | Plaza y Janés           | Madrid |

## Controvèrsies
Com a reportera ha denunciat moltes vegades la situació de submissió de la dona, tant als països islàmics (Iran, Iemen, Orient Mitjà) com en els àmbits socials marginats. Els seus atacs a l'entorn abertzale han estat objecte de crítiques i respostes, entre altres de Pepe Rei (Ardi Beltza), al que va acusar de col·laborar amb ETA.
Forma part del Patronat d'Honor de la Fundación para la Defensa de la Nación Española des del 22 de març de 2006 (DENAES).
També va dedicar una secció del seu programa a com "guarir" l'homosexualitat. i es va referir a ella mateixa com a representant "dels conservadors espanyols".
En 2015 publica informació sobre Pablo Iglesias en un polèmic tweet acompanyat una foto seva enganxant cartells electorals de Nicolas Maduro. Posteriorment es va revelar que es tractava d'un fotomuntatge. Schlichting es va disculpar per no haver contrastat la informació.